# Elektrophilie
Die Elektrophilie (zu griechisch philos „Freund“) ist in der Chemie ein abstraktes Maß für die Fähigkeit eines elektrophilen (elektronenliebenden) Moleküls, mit einem anderen Molekül, das eine erhöhte Elektronendichte aufweist, zu reagieren. Das elektronenarme Teilchen wird als elektrophil bezeichnet, der Reaktionspartner als nukleophil. Elektrophile Teilchen sind positiv geladen oder besitzen eine stark positive Partialladung. Als Folge der Reaktion ist durch den Ladungsunterschied beider Teilchen die Ausbildung einer kovalenten Bindung zu beobachten.

## Elektrophile Teilchen
Elektrophile Teilchen bzw. Atome sind positiv geladen (Kationen), positiv polarisiert (Dipole) oder haben allgemein ein hohes Bestreben, Elektronen aufzunehmen. Sie werden deshalb von negativen Ladungen angezogen. Typische Elektrophile sind Carbokationen, Protonen (H+) und Halogene sowie Carbonylverbindungen und Lewis-Säuren.

## Elektrophile Reaktionen
Elektrophile gehen bevorzugt Additionsreaktionen (Elektrophile Addition, AE) an einer Doppelbindung mit zwei Kohlenstoffatomen oder Substitutionsreaktionen (elektrophile aromatische Substitution, SE) an einem aromatischen Ring ein.

## Elektrophobie
Das Gegenteil von elektrophil ist elektrophob (griechisch phobos = Angst). Ein solches Molekül oder Ion stößt Elektronen ab, da es ein freies Elektronenpaar besitzt. Elektrophobie wird meistens Nukleophilie genannt.

## Elektrophilitätsskala
| Elektrophilie-Index einige ausgewählte Werte (dimensionslos) | Elektrophilie-Index einige ausgewählte Werte (dimensionslos) |
| ------------------------------------------------------------ | ------------------------------------------------------------ |
| Fluor                                                        | 3.86                                                         |
| Chlor                                                        | 3.67                                                         |
| Brom                                                         | 3.40                                                         |
| Iod                                                          | 3.09                                                         |
| Hypochlorite                                                 | 2.52                                                         |
| Schwefeldioxid                                               | 2.01                                                         |
| Schwefelkohlenstoff                                          | 1.64                                                         |
| Benzol                                                       | 1.45                                                         |
| Natrium                                                      | 0.88                                                         |

Es gibt verschiedene Methoden, um das Ausmaß der Elektrophilie in einer Reihenfolge ihrer Reaktivität zu ordnen, eine von ihnen wird durch den von Robert Ghormley Parr erstellten Elektrophilie-Index ω angegeben:
{\displaystyle \omega ={\frac {\chi ^{2}}{2\eta }}\,}
mit {\displaystyle \chi \,} für die Elektronegativität und {\displaystyle \eta \,} HSAB-Konzept, Hard and Soft Acids and Bases. Diese Gleichung ist analog zu der klassischen Gleichung über die Zusammenhänge für die elektrischen Leistung:
{\displaystyle P={\frac {U^{2}}{R}}\,}
dabei ist {\displaystyle R\,} der Elektrische Widerstand und {\displaystyle U\,} die Elektrische Spannung.
Der Elektrophilie-Index gilt auch für freie Radikale. Stark elektrophile Reste wie die der Halogene reagieren mit elektronenreichen Reaktionsstellen und stark nukleophilen Resten wie etwa die 2-Hydroxypropyl-2-yl- und tert-Butyl-Reste, die selbst mit einer Präferenz für elektronenarmen Reaktionsstellen reagieren.